# Nowaja Usman
Nowaja Usman (russisch Но́вая Усма́нь) ist ein großes Dorf (selo) in der Oblast Woronesch (Russland) mit 29.270 Einwohnern (Stand 14. Oktober 2010).

## Geographie
Das Dorf liegt im südlichen Zentralrussland knapp 15 Kilometer östlich des Zentrums der Oblasthauptstadt Woronesch, am Flüsschen Usmanka (auch Usman), das nordwestlich in den Don-Nebenfluss Woronesch mündet.
Nowaja Usman ist Verwaltungszentrum des gleichnamigen Rajons Nowaja Usman. Das Dorf selbst ist wegen seiner Größe in zwei Landgemeinden (selskoje posselenije) mit getrennten Verwaltungen aufgeteilt und hat daher zwei Dorfoberhäupter. Die Ortsteile liegen räumlich etwas voneinander getrennt, einer an der Usmanka, hauptsächlich an deren rechten Ufer, der andere weiter südöstlich an der Fernstraße M4. Die Ortsteile heißen entsprechend Erste und Zweite Landgemeinde Nowaja Usman (Nowousmanskoje 1-oje bzw. 2-oje selskoje posselenije).

## Geschichte

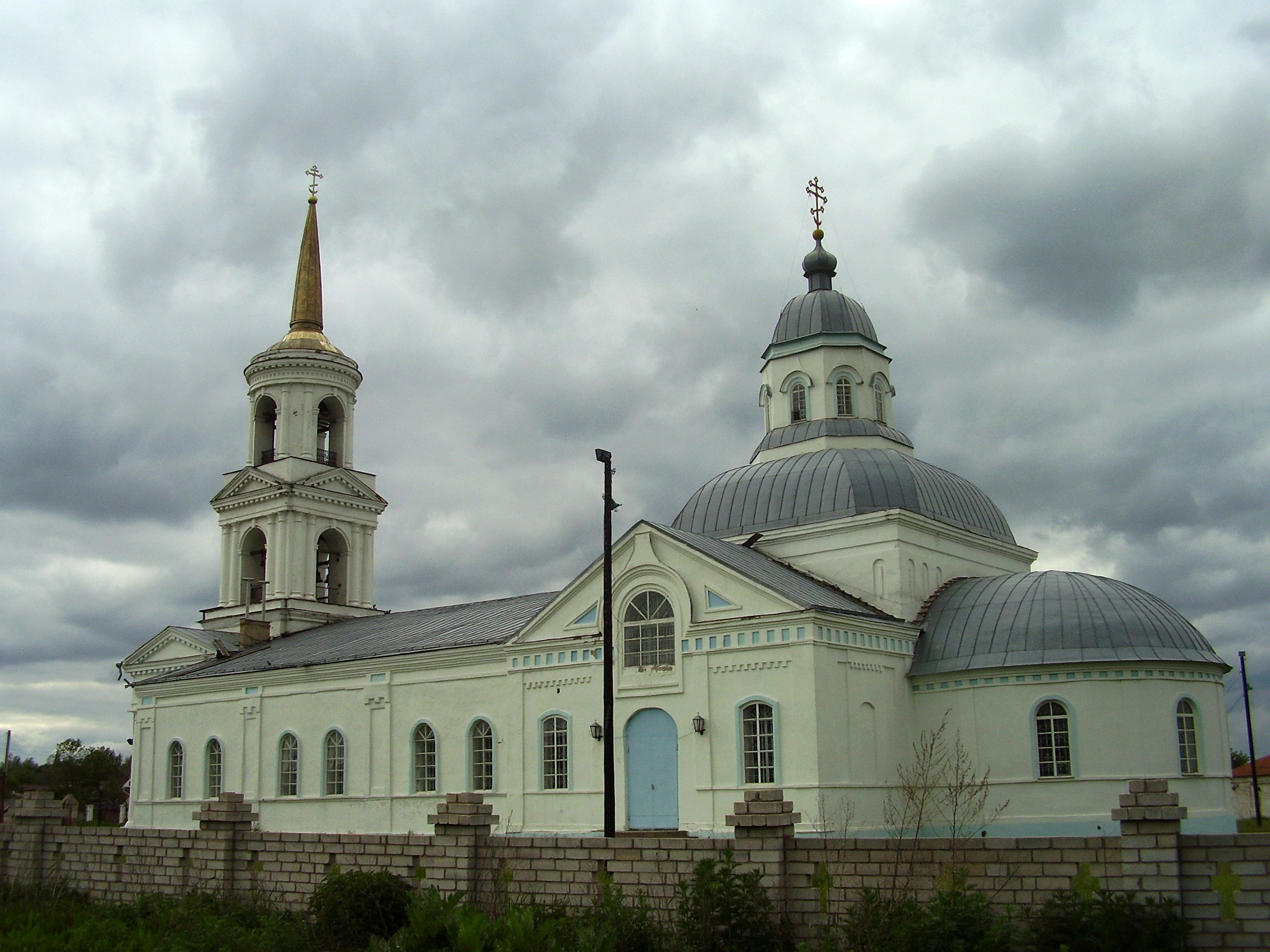
Kirche der Ikone der Gottesmutter von Kasan in Nowaja Usman

In diesem – nach archäologischen Funden in der Ortsumgebung – bereits seit 4000 Jahren von Skythen, Sarmaten, Petschenegen und Polowezern (Kiptschak) bewohnter Gebiet ließ der Woronescher Woiwode Sobakin in den Jahren 1601 bis 1602 Bauern ansiedeln. Der Ort erhielt nach seinem Gründer später den Namen Usman Sobakina („Sobakins Usman“).
Im 17. Jahrhundert führte die Belgoroder Verteidigungslinie an der damaligen Südgrenze des Russischen Reiches durch das Gebiet; das Dorf selbst taucht in Dokumenten als wichtige administrative Einheit auf (Usmanski stan). Aus dem Dorf stammten die Eltern des Anführers des Kosaken- und Bauernaufstandes von 1670 Stepan „Stenka“ Rasin, wie auch ein anderer Anführer des Aufstandes, Rasins Onkel Nikifor Tschertok.
1781 wurde die Postroute Woronesch–Tambow durch das Dorf geführt und eine Poststation errichtet.
1928 wurde der Ort Verwaltungszentrum eines neugegründeten Rajons und erhielt zugleich nach den Gepflogenheiten der sowjetischen Ära anstelle des alten Namens mit negativer Konnotation (Sobakin ist abgeleitet von sobaka, Hund) den heutigen, „optimistischeren“ („Neue(s) Usman“).

### Bevölkerungsentwicklung

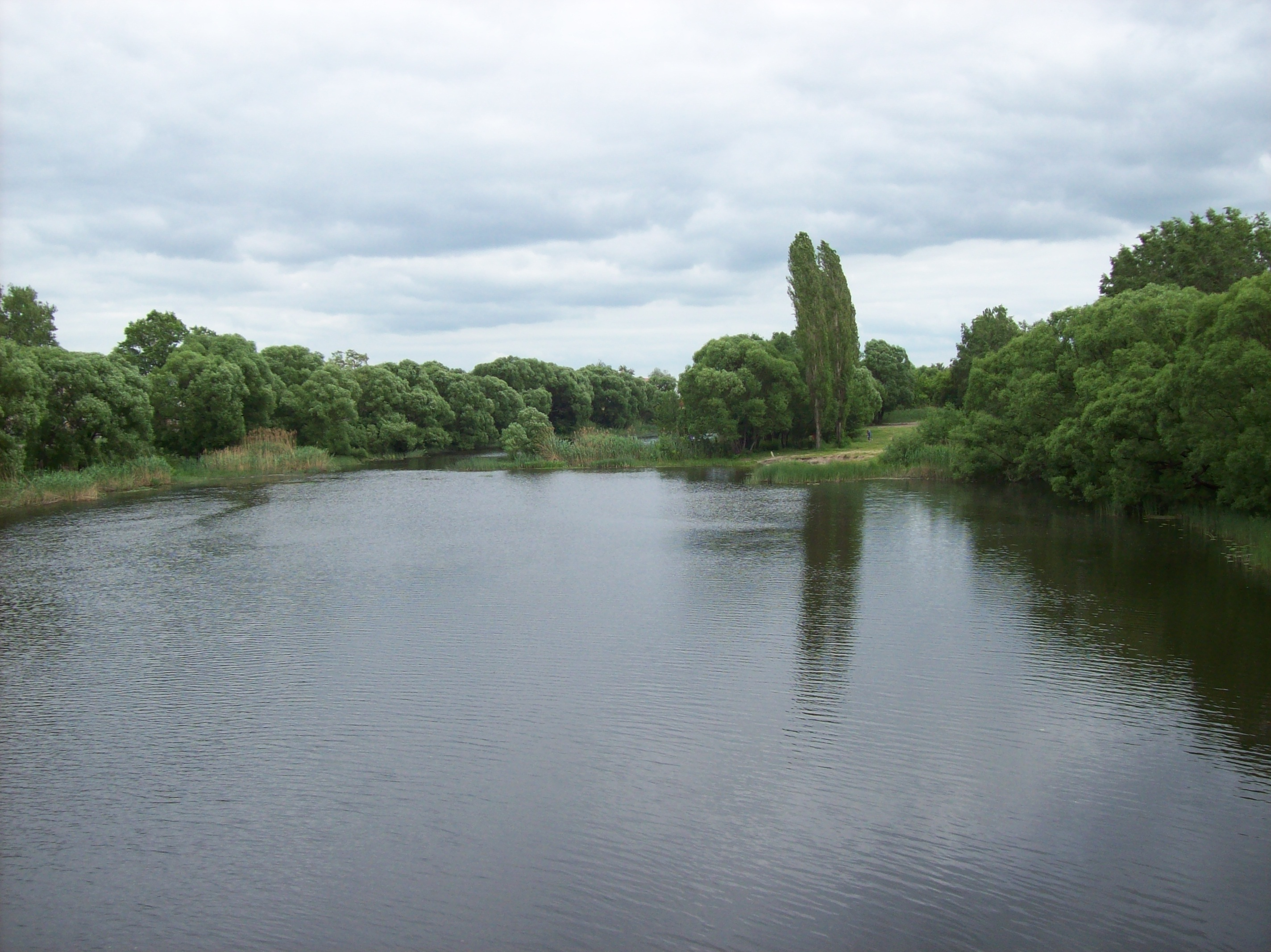
Die Usmanka bei Nowaja Usman

| Jahr | Einwohner |
| ---- | --------- |
| 1939 | 10.419    |
| 1959 | 3.715     |
| 1970 | 8.578     |
| 1979 | 10.672    |
| 1989 | 18.223    |
| 2002 | 22.476    |
| 2010 | 29.270    |

Anmerkung: Volkszählungsdaten

## Kultur und Sehenswürdigkeiten
In Nowaja Usman steht die Kirche der Ikone der Gottesmutter von Kasan (церковь Казанской иконы Божьей Матери/zerkow Kasanskoi ikony Boschjei Materi) von 1870.

## Wirtschaft und Infrastruktur
Das Dorf ist Zentrum eines Landwirtschaftsbetriebes mit einer Reihe von Betrieben zur Verarbeitung landwirtschaftlicher Güter, so einer Ölmühle der Firma OLSAM, die täglich bis zu 150 Tonnen Sonnenblumenöl produziert. Daneben gibt es kleinere Unternehmen, die Plastikerzeugnisse und Spiegel herstellen, sowie eine Druckerei.
Nowaja Usman liegt an der Fernstraße M4, die von Moskau über Woronesch nach Rostow am Don und weiter nach Noworossijsk am Schwarzen Meer führt. Von dieser zweigt hier die Regionalstraße R193 nach Tambow ab.
Die Eisenbahnstrecke Moskau–Rostow verläuft durch die Woronescher Stadtteile links des Woronesch-Flusses; hier liegt in knapp zehn Kilometer Entfernung von Nowaja Usman die nächstgelegene Bahnstation Pridatscha.